# Montagut de Plantaurèl
Montagut de Plantaurèl (en francès Montégut-Plantaurel) és un municipi francès situat al departament de l'Arieja i a la regió d'Occitània.